# La donna degli altri è sempre più bella

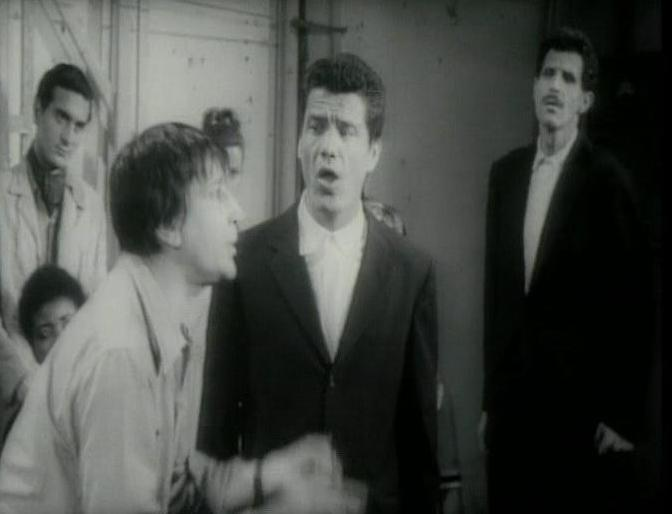
Alberto Bonucci et Franco et Ciccio dans l'épisode I promessi sposi

La donna degli altri è sempre più bella est un film italien réalisé par Marino Girolami et sorti en 1963. C'est un film à sketches, composé de 5 épisodes.

## Synopsis
- Bagnino lover : une femme cherche à rendre son mari infidèle jaloux en se faisant accompagner par un maître-nageur homosexuel.
- I promessi sposi : un boss de la mafia qui exerce encore dans son village le droit de cuissage ainsi que le fiancé de Carmelita partent vers le continent chercher la jeune fille qui les aurait déshonorés tous les deux.
- La dirittura morale : un patron surpris en compagnie d'une avenante amie la présente comme sa femme à un client dont il espère remporter un appel d'offres important, mais sa véritable femme s'en rend compte.
- La luna di miele : une cartomancienne prédit à un homme qui va se marier que sa femme le trahira pendant le voyage de noces avec un acteur. Les soupçons se portent de suite vers  Ugo Tognazzi qui est dans l'auberge, mais à la fin il sera trahi par le joueur de tennis Nicola Pietrangeli. Les scènes de cet épisode où apparaît Ugo Tognazzi sont tirées du film  Il mio amico Jekyll (it).
- La natura vergine : deux conjoints partent en vacances en caravane, mais à peu de distance le mari découvre un campement nudiste réservé aux femmes.

## Distribution
- Walter Chiari : Walter
- Franco Franchi : Turiddu Macrì
- Ciccio Ingrassia : Calogero Merendino
- Franco Fabrizi : Paolo
- Maria Grazia Spina : Savina
- Nietta Zocchi : la mère de Savina
- Alberto Bonucci : le maître
- Anita Todesco : Carmelina Pepitone
- Mario Carotenuto : Mario Marcani
- Rosalia Maggio : Lucia Marcani
- Maria Grazia Buccella : l'amie de Marcani
- Loris Gizzi : le commendatore Bartoloni
- Hélène Chanel : donna Rossana
- Aroldo Tieri : don Marcello
- Ugo Tognazzi : lui-même
- Raimondo Vianello : Arnaldo Parodi
- Sandra Mondaini : Madame Parodi
- Umberto D'Orsi : Guido Stanuzzi